# Шмартно-об-Дреті
Шмартно-об-Дреті (словен. Šmartno ob Dreti) — поселення в общині Назарє, Савинський регіон, Словенія. Висота над рівнем моря: 376,7 м.